# Investmentaktiengesellschaft (Litauen)
Investmentaktiengesellschaft (litauisch Investicinė akcinė bendrovė, kurz IAB) war eine nach dem Gesetz für Investmentaktiengesellschaften (Investicinių bendrovių įstatymas) während der Privatisierung des staatlichen und Gemeinvermögens in Litauen mögliche Unternehmensrechtsform. Ziel war es die sogenannten Investitionsschecks, die nur an volljährige, physische Personen ausgegeben wurden, zu bündeln, um größere Unternehmen privatisieren zu können.
1995 wurden geänderte und strengere Anforderungen für die Tätigkeit der Investmentaktiengesellschaften erlassen. Alle Investmentaktiengesellschaften sollten zum 1. Juli 1997 den Anforderungen von Kontrollinvestmentaktiengesellschaften (lit. ) entsprechen oder liquidiert werden. Von 220 Investmentaktiengesellschaften, derer Aktien von der Kommission für Wertpapiere (Vertybinių popierių komisija) gelistet waren, wurden nur 22 Gesellschaften umregistriert – nunmehr mit der neuen Abkürzung KIB. Das Vermögen der KIB besteht im Wesentlichen aus Aktien und anderen Wertpapieren, jedoch dürfen sie auch bis zu 25 % ihres Vermögens in materiellem Besitz/Immobilien halten.

## Weblink
- Aktuelle Redaktion (2003) des Gesetzes über Kontrollinvestment-AG